# 赫罗迪夫卡
赫罗迪夫卡（羅馬化：Hrodivka）是烏克蘭東部顿涅茨克州波克羅夫斯克區赫罗迪夫卡市镇内的鎮及该市镇的行政中心。距離頓涅茨克43公里，處於卡曾內托雷茨河畔，海拔高度142米，2022年人口估计为2,299。
俄罗斯入侵乌克兰期间，迫于俄军波克罗夫斯克攻势的推进，乌克兰军民行政局于2024年8月初疏散了赫罗迪夫卡及其周边地区的大部分居民，仅剩70人还留在镇里。同月9日俄军兵临镇郊，随后于13日从东南部攻入赫罗迪夫卡。至次月17日，俄军已占领该镇大半，仅余西北部郊区由乌克兰控制。此后俄军于10月7日宣称完全控制赫罗迪夫卡，同月21日，战争研究所证实了这一进展。

## 人口
乌克兰2001年人口普查结果：
- 乌克兰族 86.91%
- 俄罗斯族 12.77%
- 白罗斯族 0.09%
- 亚美尼亚族 0.03%